# Widenmannita
La widenmannita és un mineral de la classe dels carbonats. Rep el seu nom de Johann Friedrich Wilhelm Widenmann (1764-1798), oficial de mines alemany qui va informar per primera vegada de l'ocurrència d'una mica d'urani a la Selva Negra.

## Característiques
La widenmannita és un carbonat de fórmula química Pb₂(OH)₂[(UO₂)(CO₃)₂]. Va ser aprovada com a espècie vàlida per l'Associació Mineralògica Internacional l'any 1974. Cristal·litza en el sistema ortoròmbic. La seva duresa a l'escala de Mohs és 2.
Segons la classificació de Nickel-Strunz, la widenmannita pertany a «02.ED: Uranil carbonats, amb relació UO₂:CO₃ = 1:3» juntament amb els següents minerals: bayleyita, swartzita, albrechtschraufita, liebigita, rabbittita, andersonita, grimselita, znucalita, čejkaïta i agricolaïta.

## Formació i jaciments
Va ser descoberta l'any 1961 a la Mina Michael, a Weiler, a la localitat de Lahr, a la Selva Negra (Baden-Württemberg, Alemanya). També ha estat descrita a Hautajärvi (Finlàndia,), a Plex (Suïssa), a Botallack (Anglaterra), al Needle's Eye (Escòcia), al Riu Huron (Estats Units) i a Jáchymov i Příbram (República Txeca).